# Estación de Dílar
Dílar es una estación en superficie de la línea 1 del Metro de Granada, situada en el Parque Tecnológico de Ciencias de la Salud de la ciudad de Granada. Su localización tiene como principal objetivo dar servicio al Campus de la Salud de la Universidad de Granada, así como a la barriada de la avenida de Dílar.

## Situación
La estación se encuentra integrada en la Avenida de la Ilustración del Parque Tecnológico de Ciencias de la Salud a su intersección con la Avenida de Dílar, de la cual recibe su nombre. Junto a Parque Tecnológico, es una de las dos estaciones de la línea que se encuentran situadas en este complejo.
Una de sus principales funciones es dar servicio al Campus de la Salud de la Universidad de Granada, integrado en el complejo del PTS. El campus, además de la biblioteca biosanitaria y los edificios de servicios generales, es la sede de la Facultad de Medicina y la Facultad de Ciencias de la Salud.
Su situación, además de al área universitaria, también sirve a los laboratorios y empresas instaladas al oeste del Parque Tecnológico y a la zona residencial anexa al Parque Tecnológico de Ciencias de la Salud, así como a la barriada de la Avenida de Dílar, al sur del distrito Zaidín.

## Características y servicios
La configuración de la estación es de dos andenes laterales de 65 metros de longitud con sendas vías, una por cada sentido. La arquitectura de la estación se dispone en forma de doble marquesina a ambos lados, con un techo y elementos arquitectónicos y decorativos en acero y cristal. La estación es accesible a personas con movilidad reducida, tiene elementos arquitectónicos de accesibilidad a personas invidentes y máquinas automáticas para la compra de títulos de transporte. También dispone de paneles electrónicos de información al viajero y megafonía.
La construcción de la estación se realizó conjuntamente con la creación de la avenida, ya que coincidieron los trabajos de urbanismo en el PTS con los de construcción del metro. Al igual que el resto de estaciones en superficie, consta de una plataforma propia independiente del tráfico rodado.

## Intermodalidad
La estación se encuentra integrada en el del Parque Tecnológico de Ciencias de la Salud. Existen aparcamientos para bicicletas junto a ella y todo el entorno está dotado de carril bici. 
Dílar es intermodal tanto con las líneas SN4 y U3 de la red de autobuses urbanos de Granada como con las líneas interurbanas del Consorcio de Transportes de Granada, ya que dispone de marquesinas para sendos transportes a pocos metros de la estación. En este último caso, dan servicio al PTS las líneas 159, 170, 171 y 174, que conectan con Armilla, Ogíjares, Gójar, Dílar y La Zubia.